# نظام يو كود

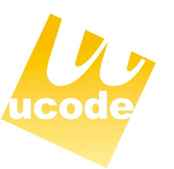

نظام اليو كود (بالإنجليزية ucode) هو نظام رقم الهوية التي يمكن استخدامها لتحديد الأشياء في العالم الحقيقي بشكل فريد. ويمكن ربط المعلومات الرقمية مع الأشياء والأماكن، ويمكن استرجاع المعلومات المرتبطة باستخدام يو كود.
ويعتبر نظام تحديد فريد للكائنات العالم الحقيقي لتمكين أساسيا لتحقيق إنترنت الأشياء، وبالتالي يعتبر نظام يو كود بوصفها لبناء لإنترنت الأشياء.
يستخدم النظام يو كود 128 بت رمز لتسمية فريدة من الأشياء لذلك هناك 340282366920938463463374607431768211455 أو 3.4 × 10 ^ 38 رموز مختلفة. إذا كانت هناك حاجة إلى المزيد من الرموز، ويمكن إضافتها في قطع 128 بت. اليو كود هو تطبيق والتكنولوجيا اللاأدرية. تفرد يعني أن كل اليو كود هي فريدة من نوعها، ويمكن هناك - أو على الأقل ينبغي - لا يكون اليو كود آخر مع نفس بالضبط عدد. لا يرتبط اليو كود إلى أي تطبيق أو تجارية معينة المجال لا يتم ذلك تلتزم أي تكنولوجيا محددة لاحتواء عدد اليو كود، على سبيل المثال تحديد الهوية بموجات الراديو (RFlD)، الباركود أو رمز المصفوفة. ويدعم نظام يو كود من قبل مركز المرن، وهي منظمة غير ربحية مقرها في طوكيو، اليابان. رئيس مركز رمز المستخدم هو البروفيسور كين ساكامورا الذي يشغل أيضا منصب الشخص وراء نظام يو كود.

## الهيكل وآلية حل
ويتكون نظام الهوية في كل مكان من خمسة عناصر هي: (1) يو كود، (2) العلامة يو كود، (3) التواصل في كل مكان، (5) قرار يو كود الخادم و (6) الخادم المعلومات يو كود يذهب عملية القرار على النحو التالي. أولا، يو كود من علامة اليو كود باستخدام مثل قراءة الهاتف المحمول. الكاميرا من الهاتف يمكن استخدامها لقراءة رمز مصفوفة تحتوي على اليو كود. ثم، والهاتف المحمول يستفسر خادم قرار اليو كود- عبر اتصال إنترنت - حول رمز. خادم قرار اليو كود إرجاع مصدر المعلومات اليو كود المقدمة على أساس اليو كود القراءة. وأخيرا، فإن التواصل في كل مكان يتصل مصدر توفير المعلومات ويكتسب المحتويات والخدمات. على بنية الخادم اليو كود مشابهة لخدمة حل DNS الإنترنت مألوفة. مثل DNS، وتتكون آلية لتسوية اليو كود من مستويات هرمية. آلية قرار اليو كود هو ثلاثة مستويات على النحو التالي
  :-
• يحتفظ مركز المرن خادم الجذر.
• أعلى مستوى في النطاق خوادم.
• نطاق المستوى الثاني خوادم. 
يتم الحفاظ على خادم الجذر قبل مركز المرن في طوكيو. خوادم المستوي الاعلي المعمول بها في اليابان والدول الآسيوية الأخرى وأوروبا (أولو، فنلندا). عدد المستوي الاعلي وخوادم المستوي الثاني.

## علامات اليو كود
علامات اليو كود تستطيع اخد اشكال مختلفة. ويمكن أن يكون:-
• علامات طبع 

• علامات السلبية علي بطاقات الذكية وبطاقة تحديد الهوية بموجات الراديو 

• علامات تفعيل الترددات اللاسلكية (داخل نوع البطارية)

• علامات تفعيل الاشعة تحت الحمراء (داخل نوع البطارية)

• العلامة الصوتية
يمكن طباعة علامات تكون الرموز المصفوفة، على سبيل المثال الباركود أو رمز استجابة سريعة.  القسم الفرعي الخاص من العلامات تحديد الهوية بموجات الراديو هي علامات NFC، والتي يمكن أن تحتوي على اليو كود. مركز UID قد شهد 46 علامة اليوكود، والباركود جعلت الأولى منها في عام 2003 من قبل شركة ساتو، أشكال توبان وشركة داي نيبون الطباعة المحدودة، وأدخلت في وقت لاحق على اثنين من رموز مصفوفة الأبعاد، تليها تنفيذ الهولوغرام والعديد من بطاقات تحديد الهوية بموجات الراديو، وغالبا ما المتوافقة مع ISO / IEC15693 القياسية واستخدام نطاق التردد 13.56 ميغاهيرتز.

## مثال
وقد استخدم الحل اليو كود في عدد من القضايا المنظورة المتعلقة المرشدين السياحيين، وتطبيقات المعلومات الجغرافية والإسكان والعقارات وكذلك تتبع الغذاء. مركز المنظمة اليابانية للارتقاء بمستوى المعيشة يستخدم اليو كود لوصفها مواد البناء ومكونات بطريقة فريدة من نوعها والتي يمكن تتبعها. التسمية هي علامة الجودة المعتمدة ويخول المشتري في الضمان إصلاح 2-10 سنة، وهذا يتوقف على طبيعة المادة أو العنصر

## انظمة تعريف أخرى
أي بي سي العالمي EPCglobal هو نظام تحديد تهدف لإدارة المعلومات سلسلة التوريد. وEPC (رمز المنتج الإلكتروني) تعتمد على بطاقات تحديد الهوية بموجات الراديو لتحديد الكائن. EPCGlobal هو الخلئف لمركز معهد ماساتشوستس للتكنولوجيا السيارات ID التي طورت التكنولوجيا المستخدمة من قبل EPCGlobal. [EAN] نظام ترقيم المادة الدولي والنظام الشقيقة UPC رمز المنتج العالمي هي الباركود المألوفة ينظر في جميع متاجر التجزئة. اليو كود تختلف عنهم في تحديد كائنات فردية، وليس فقط نوع المنتج.